# Джылдыз
Джылдыз (кирг. Жылдыз) — село в Ак-Суйском районе Иссык-Кульской области Кыргызстана. Входит в состав Тепкенского аильного округа. Код СОАТЕ — 41702 205 844 02 0.

## Население
По данным переписи 2009 года, в селе проживало 1041 человек.